# Bibliothèque Duke Humfrey
La bibliothèque Duke Humfrey est la plus ancienne salle de lecture au sein de la bibliothèque Bodléienne à l'université d'Oxford en Angleterre.  Jusqu'en 2015, elle servait principalement de salle de lecture pour les cartes, la musique et les livres rares, d'avant 1861. Depuis l'ouverture de la nouvelle bibliothèque Weston (en), il s'agit maintenant d'une salle de lecture supplémentaire pour tous les utilisateurs de la bibliothèque Bodléienne, puisque la bibliothèque Weston possède sa propre salle de lecture pour les collections spéciales.